# Terre des feux
La terre des feux ou triangle de la mort est une zone située en Campanie (Italie), où les cancers sont beaucoup plus nombreux que la moyenne nationale en raison de l'enfouissement illégal de déchets toxiques et des incinérations sauvages. Ceux-ci sont attribués à la Camorra, la mafia locale qui a la main mise sur la gestion de ces déchets, mais ils sont aussi pratiqués par les entreprises et les particuliers, dans une prééminence accordée au profit, au détriment du bien collectif.

## Dénomination
L’expression « Terra dei fuochi » (terre des feux) est, selon les sources, créée en 1994 ou apparaît pour la première fois en 2003 dans le Rapporto Ecomafie 2003 (Rapport Écomafia 2003), publié par Legambiente, principale association écologiste italienne. L'origine de ce nom tient aux fréquents incendies pour brûler des déchets toxiques (amiante, colles industrielles, bitume, solvants, pneus, réfrigérateurs, conteneurs, et même des déchets nucléaires), illégalement enterrés ou jetés dans les champs par la Camorra.
Par la suite, l'expression est vulgarisée par Roberto Saviano qui l'utilise comme titre de chapitres dans son roman accusateur Gomorra paru en 2006.
En 2005, une étude publiée par la revue Lancet Oncology a désigné cette région sous le nom de « triangle de la mort »,.

## Localisation
Le triangle de la mort est situé à mi-chemin entre Naples et Caserte, et est délimité par les communes d'Acerra, Nola et Marigliano. Dans cette région, la Camorra est accusée de diriger un réseau international de trafic illégal de déchets, considéré comme le quatrième commerce illégal d'Italie.
Par la suite, cette zone de contamination est identifiée comme s'appliquant à un secteur plus large, La région est comprise approximativement entre les localités de Qualiano, Giugliano in Campania, Orta di Atella, Caivano, Acerra, Nola, Marcianise, Succivo, Frattaminore, Frattamaggiore, Mondragone, Castelvolturno, Melito di Napoli et couvre des milliers d'hectares.
Au fil des années, cette « zone » s'élargit, et en 2022, elle représente 1 443,18 km2, soit environ 37 % du territoire des provinces de Naples et de Caserte et 10 % de la Campanie.

## Contexte historique
La Campanie est traditionnellement une région mêlant harmonieusement agriculture, élevage et industrie, la « Terra di Lavoro olim Campania Felix » (Terre de Labour autrefois Campanie heureuse), qui longtemps a su préserver son équilibre autour du respect de la terre. Toutefois, quand dans les années 1960 et 1970 le gouvernement central italien impulse une politique d'industrialisation, cet équilibre se rompt. Les deux principales villes de la zone, Naples et Caserte, finissent par se dépeupler au profit des campagnes dont le territoire est mité d'industries et de constructions. L'agriculture elle-même est touchée par cette logique de course au profit, avec un recours massif aux engrais et aux pesticides, et elle concourt au processus de pollution, aux côtés des entrepreneurs et des individuels. Si le rôle de la Camorra est fréquemment dénoncé, l'universitaire Silvia Siniscalchi note que « L’imbrication entre l’entrepreneuriat, la politique et le crime organisé alterne en effet avec les cas d’entrepreneurs ou de sujets privés qui ont agi illégalement dans le secteur sans la complicité ou le soutien de la Camorra », et que le problème a des racines plus profondes.
À partir de la fin des années 1980, les industriels du nord et du centre de l'Italie se tournent vers cette région pour éliminer leurs déchets à moindre coût, une partie étant envoyée en Somalie. Cependant, l'enquête de la journaliste Ilaria Alpi (1961-1994) et de son cameraman slovène Miran Hrovatin, qui mènent à leur assassinat à Mogadiscio, met un terme à ce trafic impliquant l'armée italienne ainsi que des personnalités politiques et militaires des deux pays.
En 1997, un repenti de la mafia informe le Parlement de l’existence d’un enfouissement massif de déchets dangereux, pratiqué depuis au moins 1988. Ce n’est toutefois qu’en 2013 qu’un décret-loi est adopté pour délimiter la zone connue sous le nom de « terre des feux »,,.
D'après l'Association de protection de l'environnement Legambiente, dix millions de tonnes de déchets industriels, pour la plupart provenant de l'Italie du Nord, auraient ainsi été brûlées ou enfouies dans cette région entre 1991 et 2013,. L'association dénonce, dans un rapport d'enquête, la corruption de nombreux fonctionnaires et magistrats, ainsi que l'implication de multinationales et d'établissements bancaires dans le secteur des déchets. Selon elle, ce système aurait généré 43 milliards d'euros en dix ans.
Toujours selon cette association, le trafic concerne au moins 440 entreprises, 6 000 incinérations illégales, 2 000 décharges polluées.

## Conséquences

### Sur la santé
Les substances toxiques présentes sous terre se propagent lentement, contaminant les nappes phréatiques, les cultures et la mer. En 1997, le repenti de la mafia Carmine Esquione avait prédit une hausse des décès dans la région en raison des déchets enterrés par celle-ci.
En 2007, après l'étude du Lancet, une étude pilote menée conjointement par l'Organisation mondiale de la santé, l'Institut supérieur de la santé, le Conseil national de la recherche et la région de Campanie, a surveillé la mortalité due aux tumeurs et aux malformations congénitales dans 196 municipalités de Campanie entre 1994 et 2002. L'étude souligne que « la mortalité de toutes causes est significativement supérieure chez les hommes, de 19 % dans les communes de la province de Caserte et de 43 % dans les communes de la zone napolitaine ; pour les femmes, 23% dans la région de Caserte et 47% dans la région napolitaine ". Des excès de malformations congénitales ont également été constatés. Le rapport souligne que « les zones les plus à risque identifiées dans les études sur la mortalité et les malformations congénitales se chevauchent largement et sont affectées par la présence de décharges et de sites d'abandon incontrôlé des déchets », mais soutient qu' « il est cependant difficile d'établir si la correspondance des les nombreux dépassements avec la survenance possible d'expositions liées au stockage des déchets sont de nature causale et, le cas échéant, estimer l'ampleur de cet impact ».
En vingt ans, le taux de mortalité par cancer a augmenté de plus de 40 % chez les femmes et de 47 % chez les hommes, d'après l'Institut de cancérologie Pascale. Les Campaniens réclament depuis des années un registre des tumeurs pour prouver la pollution de leur région. Après que la Cour Constitutionnelle a rejeté leur demande pour des raisons de coût, ils ont créé une page Facebook pour sensibiliser le public et soutenir l'accès au registre des cancers.
Ce ne sont pas uniquement les cancers qui ont augmenté, mais les allergies, malformations graves du fœtus entraînant des interruptions de grossesse chez certaines jeunes femmes, et l'infertilité,. Le taux de tumeurs au foie est de 20,8 % chez les femmes et de 38,4 % chez les hommes, bien au-dessus de la moyenne nationale de 14 %. Des décès liés à des cancers de la vessie, du cerveau et à des maladies du système nerveux sont également signalés dans un rapport.
Les fumées toxiques issues de la combustion illégale de déchets, utilisées pour extraire du cuivre ou cacher des déversements, polluent l'air et affectent la santé des habitants en remplissant leurs poumons de dioxine.
Le lien entre pollution et cancers est reconnu par le Sénat Italien en 2018.
Une étude de l'université de Sienne de 2019, bien qu'établie sur un échantillon limité de 122 personnes, met en évidence un lien entre le niveau hors normes de métaux lourds (en particulier cadmium et mercure) et l'existence de cancers, en comparaison d'un échantillon de personnes non affectées. L'un des co-auteurs, de l'université de Philadelphie, appelle à une « extension immédiate de l'analyse à une population plus large, afin d'avoir une représentation épidémiologiquement exacte ».
En 2021, dans un rapport publié  l’Institut supérieur de santé et le bureau du procureur de Naples Nord, le lien de cause à effet est définitivement établi entre la pollution et les différents maux qui touchent la région : surmortalité par cancers du sein dans les communes les plus touchées, forte prévalence de leucémies chez les 0-19 ans d’asthme, de malformations congénitales, de naissances prématurées.
Globalement, l'espérance de vie des habitants de cette zone est inférieure de deux ans à la moyenne nationale.

### Sur l'environnement et les produits agroalimentaires
Pour libérer de l'espace et rendre les déchets non traçables, la mafia incendie les ordures déchargées illégalement, libérant dans l'air de nombreuses substances toxiques et cancérogènes, telles que la dioxine. Une autre partie est enfouie très en profondeur, contaminant les zones phréatique, mais laissant croire en première analyse de surface à des terres exemptes de contamination.
Acerra détient le record national, avec 80 % des terres impropres à l'agriculture.
Un rapport de l'Association Legambiente prévoit que certaines nappes phréatiques connaîtront un pic de pollution d'ici 2064.
En 2008, un scandale éclate lorsque la police italienne découvre que la mozzarella a été contaminée par de la dioxine, à la suite de l'utilisation de décharges publiques par la mafia pour éliminer des déchets toxiques. La contamination a touché le fourrage dont se nourrissent les bufflonnes,.
La commercialisation des produits agricoles issus de parcelles contaminées est désormais limitée ou interdite, selon la nature des pollutions. Le taux de parcelles contaminées avec limitation partielle est de 17 %, celui avec interdiction totale de 31 %, et il culminer à 40 % pour la commune de Castelvolturno, près de Caserte.
La pollution causée par les décharges illégales entraîne des anomalies chez les animaux, notamment la naissance d’agneaux présentant des malformations. Alessandro Cannavacciuolo, issu d’une famille de bergers, observe ces changements et perd des proches. Son engagement contre ces pratiques s’accompagne de menaces et d’actes d’intimidation, comme des attaques sur des véhicules et des animaux,.

## Actions

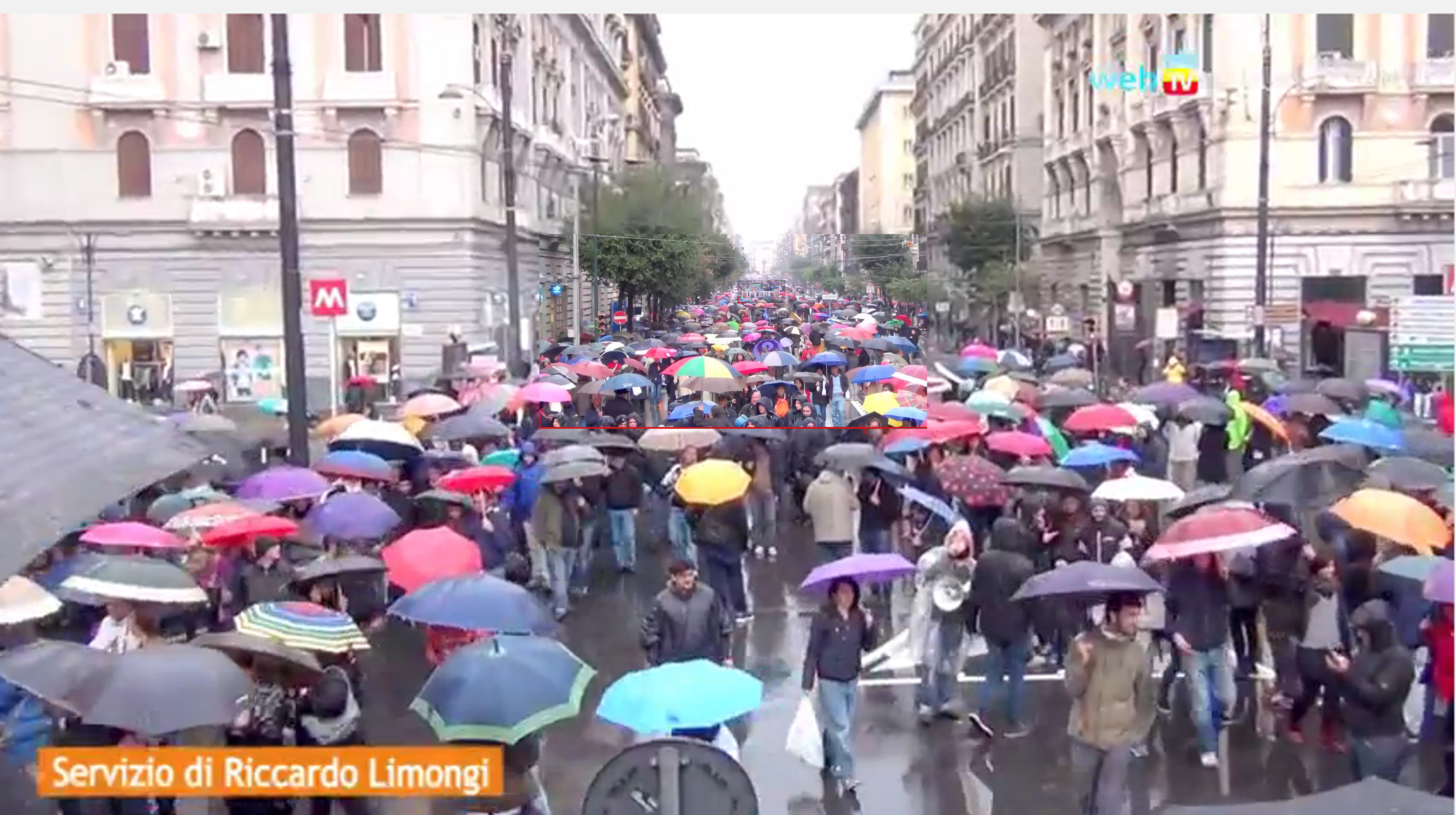
Manifestation « Stop Biocide » à Naples, le 16 novembre 2013.

### Réactions de la société civile
En 2013, une manifestation à Naples a réuni environ cent mille personnes pour protester contre la situation. De son côté, l'association Stop Biocido dresse un bilan détaillé des sites pollués et met en lumière les responsabilités de la criminalité organisée. Un décret pris en conseil des ministres le 3 décembre 2013, interdit les pratiques d'enfouissement ou d'incinération sauvages, assorties d'une peine de trois à cinq ans de prison.
En janvier 2014, après cette manifestation, le gouvernement d'Enrico Letta a reconnu la situation et annoncé l'utilisation de l'armée pour s'opposer aux mafias et une aide de 600 millions d'euros pour les opérations de nettoyage, en complément des 300 millions déjà engagés par le gouvernement régional de Campanie,. Le décret instaure des contrôles plus rigoureux sur les terrains agricoles, contaminés par le dépôt illégal de déchets non contrôlés. Le gouvernement annonce qu' « il est urgent de cartographier les zones affectées par la pollution qui pourraient nécessiter l'imposition de limitations sur la culture ».
Le 3 janvier 2014, le cardinal Crescenzio Sepe et des évêques de Naples, ont dénoncé dans une lettre ouverte, une grave situation humanitaire, appelant à des opérations de dépollution, des contrôles médicaux, et la saisie des terrains contaminés. En réponse, le gouvernement a formé un groupe d'action pour prévenir les incendies et lancer un plan de décontamination afin de protéger la santé publique et l'environnement dans la région,.
Cette même année, des mères de famille, appelées « mamme coraggio », se sont réunies pour signaler une pollution qu'elles jugeaient responsable d'une surmortalité infantile à Acerra. À Casalnuovo di Napoli, Marzia Caccioppoli, une mère ayant perdu son enfant de neuf ans atteint d'un glioblastome multiforme précoce, fonde l’association « Nous, les parents de tous », avec d’autres mères ayant perdu leur enfant sur la Terre des feux. Leur parole est mise en doute, et elles se font traiter de « folles, d’illuminées ».

### Pacte TDF, cartographie des parcelles touchées, remédiaton
En 2013, un « Pacte TDF » est signé. Il réunit la région, les provinces et préfectures de Naples et Caserte, l’Association Nationale des Communes Italiennes (ANCI)  Campanie et les maires des communes touchées par les incendies. Il se donne pour objectif « d’éradiquer le phénomène de l’abandon et de l’élimination incontrôlés des déchets en allumant des incendies » t prévoit les actions à mettre en œuvre.
Un des principaux travail préalable à la réhabilitation des terres touchées est un travail de cartographie fine, enrichi d'une mesures des différents éléments polluants pour chaque parcelle. Ce travail, long et coûteux, est indispensable, les mesures de remédiation pouvant s'avérer pire que le mal et interdire toute utilisation ultérieure à des fins agricoles. Devant les risques et contre-indications des procédés physico-chimiques, c'est le plus souvent, après analyse, une méthode de phytoremédiation  basée sur la culture du chanvre qui est retenue.
En 2020, non seulement les déversements illégaux de produits toxiques et incinérations sauvages persistent, mais de plus, certains sites réhabilités font l'objet de nouvelles décharges sauvages. Face à cette situation, des initiatives citoyennes pour dénoncer les auteurs de pollutions (déversements ou incendies) et l'inactivité des institutions se placent sous la bannière commune de « Plus jamais TDF ».
En 2024, à la suite de 13 dénonciations différentes, des contrôles menés conjointement par l'armée, les forces de police et des équipes techniques des collectivités locales, mènent à l'établissement d'un demi-million d'euros d'amendes, à la confiscation de quatre véhicules et à la mise sous séquestre de huit zones d'activité.

### Réaction sur le plan politique
La Camorra est souvent accusée par les autorités d'entraver les solutions à la crise des déchets pour maintenir son exploitation de ce marché lucratif. Ces entraves iraient jusqu'à infiltrer les départements sanitaires locaux, pour bloquer les processus de décision concernant les voies légales de traitement des déchets, menant ainsi à l’engorgement chronique des décharges légales et à une demande pour des solutions illégales. La crise de 2008 à Naples a influencé les élections législatives, contribuant à la victoire de Silvio Berlusconi. La région, déjà sous-équipée en infrastructures de décharge, a également connu des crises similaires en 2010 et 2011.
En 2006, une enquête révèle que la police a démantelé un réseau enfouissant des boues toxiques depuis des années dans la région d’Acerra, en périphérie de Naples. L’interpellation de plusieurs avocats, carabiniers et élus dévoile l’ampleur des complicités en place. Dans cette région, 42 % des conseils municipaux sont alors dissous et placés sous tutelle en raison de liens avec la mafia. Ce système perdure grâce à des industriels, italiens et étrangers, séduits par les tarifs avantageux des entreprises sous contrôle mafieux.
En 2023, les infractions liées à l’ écomafia enregistrent une hausse de 15,6 % par rapport à l’année précédente, une évolution que l’association Legambiente attribue en partie à l'augmentation des contrôles policiers.

## Sanctions européennes
En décembre 2014, la Cour de justice de l'Union européenne inflige pour la troisième fois une sanction à l'Italie, pour violation persistante des lois régissant la gestion des déchets dans l’UE. L'amende de 2014 est de 40 millions d’euros.
Le jeudi 30 janvier 2025, la Cour européenne des droits de l'homme (CEDH) condamne l'État italien pour son inaction face aux dépôts de déchets toxiques par la mafia près de Naples. Les juges de Strasbourg reconnaissent la responsabilité de Rome dans les activités illégales de la mafia, qui enfouit et incinère des déchets dangereux, entraînant une hausse des cas de cancer,,,,.
L’affaire, menée par 41 citoyens et cinq organisations de Campanie, dénonce l’impact de la gestion illégale des déchets industriels sur la santé et l’environnement. Les requérants reprochent aux autorités italiennes d’avoir tardé à agir, malgré des alertes dès 1997, et de n’avoir adopté un décret encadrant la terre des feux qu’en 2013.
Selon la Cour européenne des droits de l’homme, « l’Italie n’a pas pris les mesures nécessaires face à la gravité de la situation, bien qu’elle en ait eu connaissance depuis longtemps »,,. Elle juge que cette inaction viole l’article 2 de la Convention européenne des droits de l’homme, mettant en danger 2,9 millions d’habitants exposés à une pollution toxique en Campanie.
L’Italie dispose de deux ans pour élaborer une stratégie de gestion des déchets, incluant un contrôle indépendant et une plateforme d’information publique. L’avocate Antonella Mascia qualifie cette décision d’« historique » et y voit une incitation à mettre en place des solutions concrètes,,.
Plusieurs responsables politiques italiens réagissent à la décision. Gerolamo Cangiano (it), de Fratelli d’Italia, critique la gestion de la crise et souligne l’abandon des habitants de Campanie. Pina Picierno, vice-présidente du Parlement européen, appelle à une coopération institutionnelle pour lutter contre la pollution et protéger la santé publique.